# Рижский автобус
Рижский автобус — вид городского общественного транспорта в Риге. Оператором перевозок с 20 февраля 2003 года является предприятие «Rīgas satiksme».
В 2016 году автобусами было перевезено 143 396 276 пассажиров. Действует 55 автобусных маршрута общей протяжённостью 883 км. В Риге работают два автобусных парка: один в Иманте (6-й автобусный парк «Иманта»), второй в Дарзциемсе (7-й автобусный парк «Талава»).
На 1 января 2010 года парк «Rīgas satiksme» составлял 478 автобуса.

## История
В 1852 году первую поездку совершил конный омнибус — с Ратушной площади в район Александровского рынка, где сейчас стоит Новая церковь Гертруды. В 1901 году курсировало 5 маршрутов омнибуса. До Первой мировой войны городская транспортная сеть омнибусов не была развита.
Первый автобус на улицах Риги появился, по различным данным, в 1908 или в 1913 году. 26 апреля 1922 года была запущена первая регулярная автобусная линия из центра в Агенскалнс. Через год в Риге действовали уже 3 автобусных линии. Стоимость билета зависела от дальности поездки. В 1929 году билет на расстояние до 4 километров стоил 14 сантимов, от 6 до 8 километров − 20 сантимов, более 8 километров − 28 сантимов. Нумерация автобусов начиналась с числа 20.
В начале 1930-х годов в Риге насчитывалось двадцать автобусных линий, из которых только одна линия была муниципальной, остальные частные. 158 автобусов курсировали по 20 маршрутам. Городские автобусы обслуживали более 20 миллионов пассажиров в год.
В 1938 году все автобусные линии были переведены во владение города Риги. Большинство маршрутов начинались от остановки на перекрёстке улиц Аспазияс и 13 января. Автопарк регулярно пополнялся автобусами ведущих европейских моделей.
Когда советские войска вступили в Ригу в 1944 году, в городе оставалось всего 4 автобуса.
Немецко-фашистские оккупанты разграбили и угнали в Курляндию автобусный парк Риги. Сейчас Рига почти не имеет автобусного транспорта. Из 15 линий, на которых работало 200 автобусов до войны, сейчас по тем линиям ходит только 7 автобусов. После разгрома Курляндской группировки немцев среди взятых трофеев в Курляндии обнаружена часть рижских автобусов и вспомогательного транспорта. ЦК КП(б) Латвии и СНК Латвийской ССР просят дать соответствующее распоряжение о передаче Рижскому горисполкому 150 пассажирских трофейных автобусов для восстановления автобусного движения Риги.Секретарь ЦК КП(б) Латвии Калнберзин
 Председатель СНК ЛССР Лацис
В 1946 году начато строительство 1-го Рижского автобусного парка. В начале своей деятельности автобусный парк насчитывал 15 единиц техники. С 1960 года в Ригу начинают поступать венгерские автобусы «Ikarus». В 1964 году было начато строительство нового современного автовокзала. С 1966 года начала действовать система кондукторов.
В 1992 году в результате реорганизации создано два крупных муниципальных автобусных парка — «Иманта» и «Талава». Парк «Иманта» обслуживает маршруты преимущественно левого берега Даугавы, а парк «Талава» — правого. В ноябре 1997 года закупаются 55 новых автобусов марки Мерседес-Бенц. В 2002 году предприятие «Rīgas satiksme» закупило автобусы Solaris Urbino и Mercedes-Benz Citaro.

## Конечная остановка

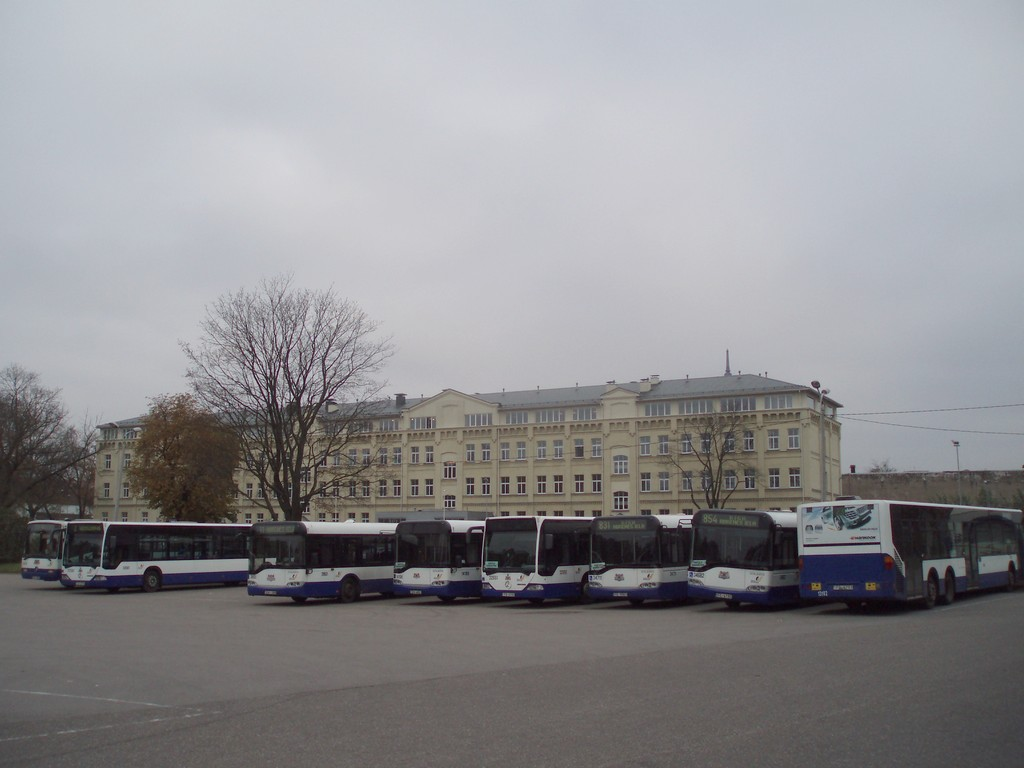
Конечная остановка на ул. Абренес

Большинство ныне действующих автобусных маршрутов отправляются с конечной остановки «Улица Абренес», расположенной недалеко от железнодорожного вокзала и Центрального рынка. Здесь имеется 5 посадочных платформ.

## Марки автобусов
- Solaris Urbino (12, 15 и 18 модель) — с 2001 года по наст. время;
- Mercedes-Benz Conecto — с 2004 года по 3 апреля 2019 года;
  - O345 и O345G модель — с 1997 года по 3 апреля 2019 года;
- Mercedes-Benz Citaro (O530, O530L и O530G модель) — с 2002 года по наст. время;
- Ikarus E91 — на маршрутах с 2001 года по октябрь 2020 года (постепенно списаны, проданы или задействованы в перевозках школьников, позднее задействованы для перевозки сотрудников предприятия).

## Автобусные парки
- 1-й автобусный парк (ныне заброшен а подвижной состав в начале 2010-х был распределён по 6 и 7 паркам)
- 3-й автобусный парк (ныне как и выше указанный 1 парк заброшен а подвижной состав в начале 2010-х был распределён по 6 и 7 паркам)
- 4-й автобусный парк (ныне как и выше указанные 1 и 3 парки заброшен но весь подвижной состав был списан ещё в конце 2000-х и не застал распределение по 6 и 7 паркам)
- 6-й автобусный парк «Иманта» (ул. Клейсту, 28)
- 7-й автобусный парк «Талава» (ул. Вестиенас, 35)